# 黄平州
黄平州，中国明朝时设置的州。
原黄平安抚司，属播州宣慰司，为播州杨氏土司辖境。万历二十八年，明朝政府平定杨氏土司杨应龙的叛乱。万历二十九年四月（1601年），改为州。属平越军民府，下领三县：余庆县、甕安县、湄潭县。治所在今贵州省黄平县西北旧州。清朝康熙二十六年（1687年）移治今黄平县。民国初年，全国废府州厅改县，于1913年降为县。 